# Lao Airlines

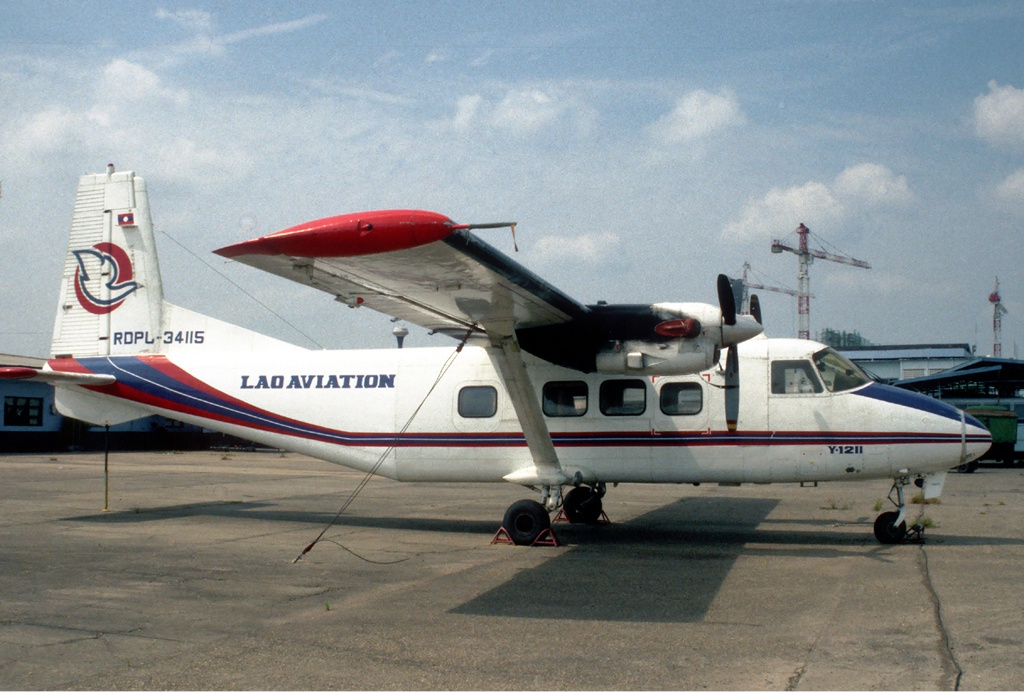
Harbin Y-12 der Lao Aviation

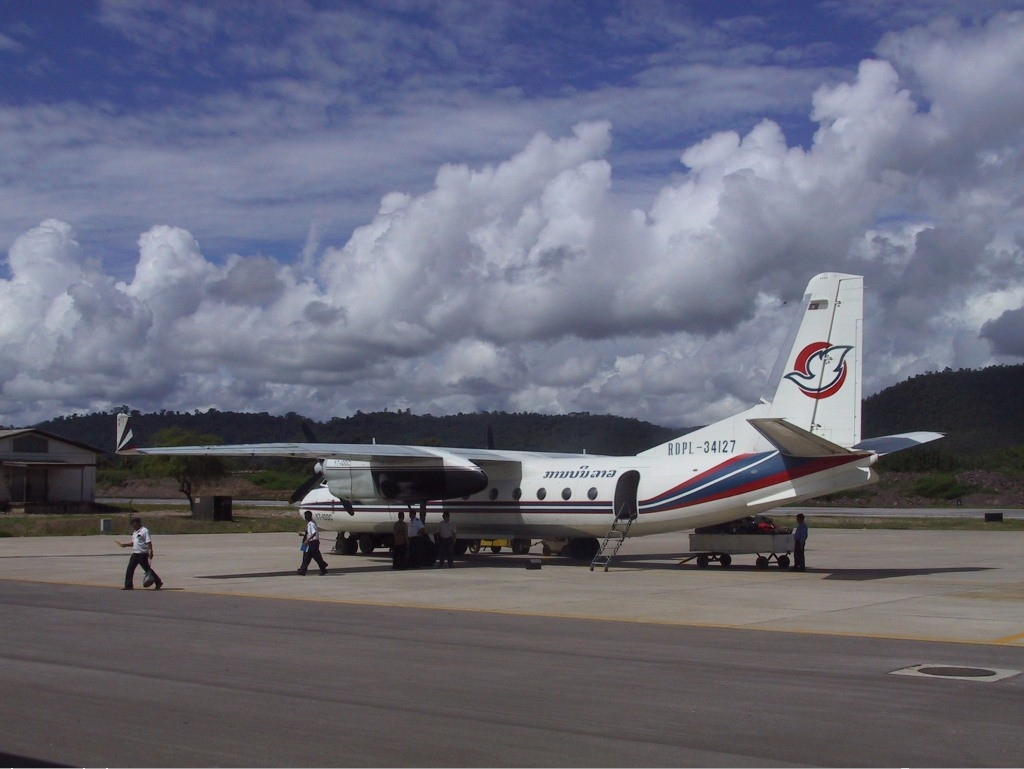
Xian Y-7 der Lao Aviation

Lao Airlines (laotisch ການບິນລາວ; ursprünglich Pathet Lao Airlines, danach von Anfang 1978 bis März 2004 Lao Aviation) ist die staatliche Fluggesellschaft von Laos mit Sitz in Vientiane und Basis auf dem Flughafen Vientiane.

## Geschichte
Nach der Revolution und Machtübernahme durch die kommunistische Bewegung Pathet Lao wurde im Dezember 1975 die Demokratische Volksrepublik Laos ausgerufen. Zuvor waren im selben Jahr die beiden alten staatlichen Fluggesellschaften Lao Air Lines und Royal Air Lao infolge  des politischen Umsturzes aufgelöst worden. Wegen der unsicheren politischen Lage und des anstehenden Neuaufbaus der verwaisten nationalen Luftfahrtbehörde wurde Laos gleichzeitig von der ICAO ausgeschlossen, wodurch kein ziviler internationaler Flugverkehr möglich war.
Zur Aufrechterhaltung eines nationalen Linienbetriebs wurde zum Jahresbeginn 1976 die neue staatliche Fluggesellschaft Pathet Lao Airlines gegründet. Mit sowjetischer Unterstützung erfolgte die Betriebsaufnahme am 19. Januar 1976 mit je einer Antonow An-24 und Jakowlew Jak-40. Anfang 1978 waren die luftrechtlichen Voraussetzungen zur Aufnahme von internationalen Flügen erfüllt. Die Gesellschaft wurde parallel dazu in Lao Aviation umbenannt. Zu dieser Zeit setzte das Unternehmen drei Antonow An-24 und eine Vickers Viscount 700 ein. 
Als erste internationale Zielorte wurden Bangkok einmal wöchentlich und Hanoi dreimal wöchentlich angeflogen. Mitte der 1980er Jahre bestand die Flotte der Lao Aviation aus einer Antonow An-2, sechs Antonow 24, zwei Jakowlew Jak-40 und zwei Hubschrauber des Typs Sikorsky S-58. Zeitgleich setzte die Gesellschaft eine Douglas DC-4 und drei Fairchild C-123 auf Frachtflügen ein. Zu dieser Zeit wurden international Bangkok, Hanoi und Phnom Penh angeflogen.
Als Ersatz für die Antonow An-24 wurden von Februar 1990 bis Dezember 1994 sechs Harbin Y-12 in Dienst gestellt. Die Auslieferung der ersten Xian Y-7 erfolgte im August 1991. Als erstes Düsenflugzeug kam ab März 1993 eine geleaste Boeing 737-200 auf den internationalen Strecken zum Einsatz. Im Jahr 1992 bestellte die Gesellschaft zwei werksneue ATR 42 vom Hersteller Avions de Transport Régional, von denen sie aber im Januar 1994 nur eine abnahm. Diese Maschine wurde im September 1995 durch eine ATR 72 ersetzt. Eine zweite ATR 72 erhielt Lao Aviation im November 2000. Die beiden ATR kamen überwiegend auf den Hauptstrecken zum Einsatz, während die Xian Y-7 und Harbin Y-12 die schwächer frequentierten Routen beflogen. 
Im März 2004 änderte Lao Aviation ihren Namen in Lao Airlines und führte eine neue Corporate Identity sowie eine neue Bemalung bei ihren Flugzeugen ein. Das Unternehmen betrieb von Juli 2003 bis Anfang 2005 erstmals einen Airbus A320-200 auf den internationalen Routen nach Bangkok, Hanoi, Phnom Penh, Siem Reap und Kunming. Neben dem Airbus A320 bestand die Flotte zu dieser Zeit aus zwei ATR 72-202, einer Cessna 208B (genutzt für Posttransporte) und fünf Harbin Y-12 II.
Die erste von vier Xian MA60 wurde im Juli 2006 übernommen. Ab September 2009 ersetzten ATR 72-500 die älteren ATR 72-200. Im Jahr 2011 wurden erneut zwei Airbus A320-200 in Dienst gestellt, die ursprünglich für Afriqiyah Airways bestimmt waren. Anfang 2013 wurde die Flotte um zwei weitere A320 erweitert.

## Flugziele
Lao Airlines bedient von Vientiane inländische Ziele sowie Städte in Südwest- und Ostasien.

## Flotte

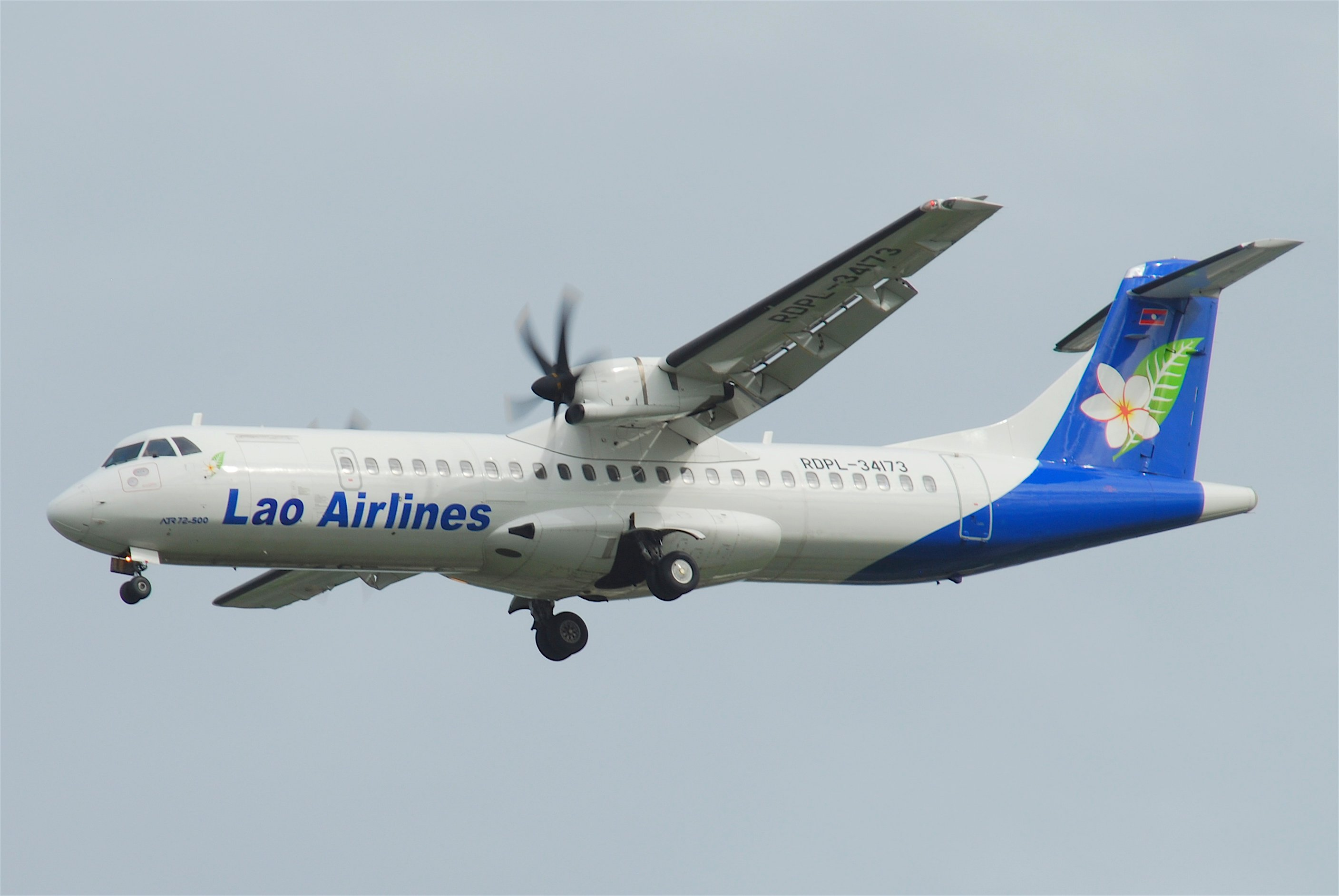
ATR 72-500 der Lao Airlines

Mit Stand Januar 2023 besteht die Flotte der Lao Airlines aus elf Flugzeugen mit einem Durchschnittsalter von 11,3 Jahren:
| Flugzeugtyp     | Anzahl | bestellt | Anmerkungen   | Sitzplätze (Business/Economy) | Durchschnittsalter |
| --------------- | ------ | -------- | ------------- | ----------------------------- | ------------------ |
| Airbus A320-200 | 04     |          | einer inaktiv | 142 (16/126)                  | 11,2 Jahre         |
| ATR 72-500      | 04     |          |               | 70 (-/70)                     | 11,4 Jahre         |
| ATR 72-600      | 03     |          |               | 70 (-/70)                     | 11,4 Jahre         |
| Gesamt          | 11     |          |               |                               | 11,2 Jahre         |

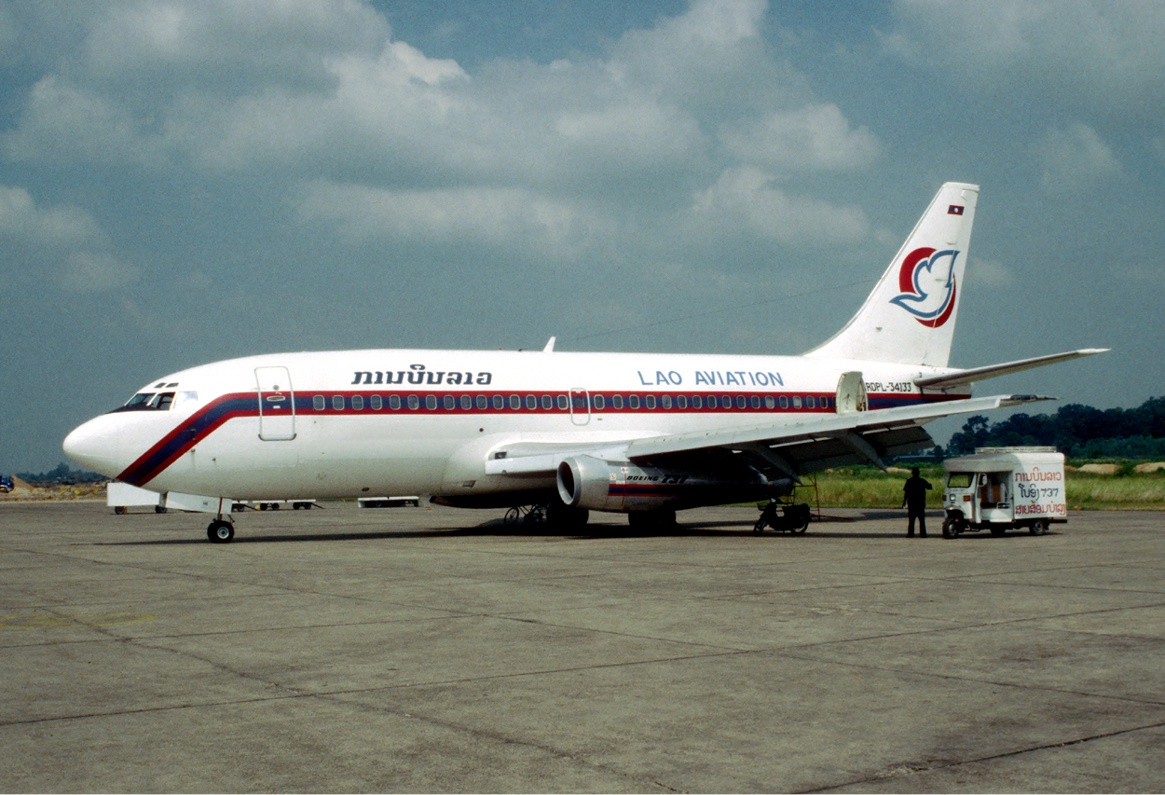
Boeing 737-200 der Lao Aviation.

Zuvor wurden folgende Flugzeug- und Hubschraubertypen betrieben:
| - Antonow An-2 - Antonow An-12BP - Antonow An-24 und An-24RV - Antonow An-26 - ATR 42-300 - ATR 72-200 - Boeing 737-200 - Cessna 208B - Douglas DC-4 | - Fairchild C-123 - Harbin Y-12 II - Jakowlew Jak-40 - Mil Mi-8 - Mil Mi-17 - Sikorsky S-58 - Vickers Viscount 786D - Xian MA60 - Xian Y-7 II |

## Zwischenfälle
- Am 16. Oktober 2013 wurde eine ATR 72-600 (RDPL-34233) der Lao Airlines vom Flughafen Vientiane kommend nach einem missglückten Landeanflug auf den Flughafen Pakse um 15:55 Uhr Ortszeit in den Fluss Mekong geflogen. Alle 49 Insassen wurden durch diesen controlled flight into terrain getötet (siehe auch Lao-Airlines-Flug 301).[19][20]